# コイト電工
コイト電工株式会社（コイトでんこう）は、静岡県駿東郡長泉町に本社を置く株式会社。小糸製作所の子会社で、鉄道車両機器、交通システム機器、照明・情報システム機器等の製造を行う。
本稿では前身となる小糸工業株式会社（こいとこうぎょう）、および子会社である丘山産業株式会社（おかやまさんぎょう）についても参照する。

## 沿革
- 1947年（昭和22年）9月22日 - 日本内外商事設立。
- 1948年（昭和23年）7月 - 小糸商事株式会社に改称。
- 1957年（昭和32年）5月 - 小糸工業株式会社に改称。
- 1967年（昭和42年） - 小糸製作所より自動車用照明機器以外の鉄道車両機器・各種照明・電気機器の横浜事業部（横浜市戸塚区）を小糸工業に営業譲渡。
- 2006年（平成18年）12月 - 丘山産業株式会社を子会社化。
- 2011年（平成23年）8月1日 - 航空機座席事業を除く全事業をコイト電工株式会社として分社。小糸工業は事業持株会社となりKIホールディングス株式会社に改称。
- 2020年（令和2年）4月1日 - KIホールディングスが小糸製作所に吸収合併され消滅。コイト電工株式会社は株式会社小糸製作所の100％子会社となる。

## 事業所
- コイト電工
本社・富士長泉工場 - 静岡県駿東郡長泉町
- 丘山産業
本社・工場 - 群馬県邑楽郡大泉町

## 鉄道車両シート
コイト電工および関連会社の丘山産業により、鉄道車両向けシートの製造を行っている。デュアルシートでは京王5000系、しなの鉄道SR1系、東急6000系・6020系、京急1000形で納入実績がある。　東海道新幹線N700Sの普通車・グリーン車にもシートを納入。
近年では、近畿日本鉄道80000系、東武鉄道N100系スペーシアXのプレミアシートを納入。

## 鉄道車両用制御機器・表示機器
鉄道向けの方向幕印刷、国鉄電車用主幹制御機や行先表示機の製作は、森尾電機と並び非常に高いシェアを誇る。
鉄道車内用のLED照明
や、LCDを使用した車内情報表示機器「パッとビジョン」なども製造している。なお、「パッとビジョン」＝横長LCDタイプというわけではなく、4:3タイプ（15型）や16:9タイプ（17型）も存在する。

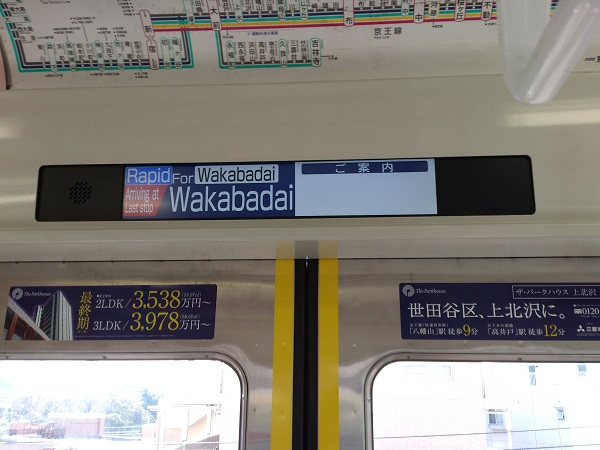
京王7000系に搭載された「パッとビジョン」[注釈 2]
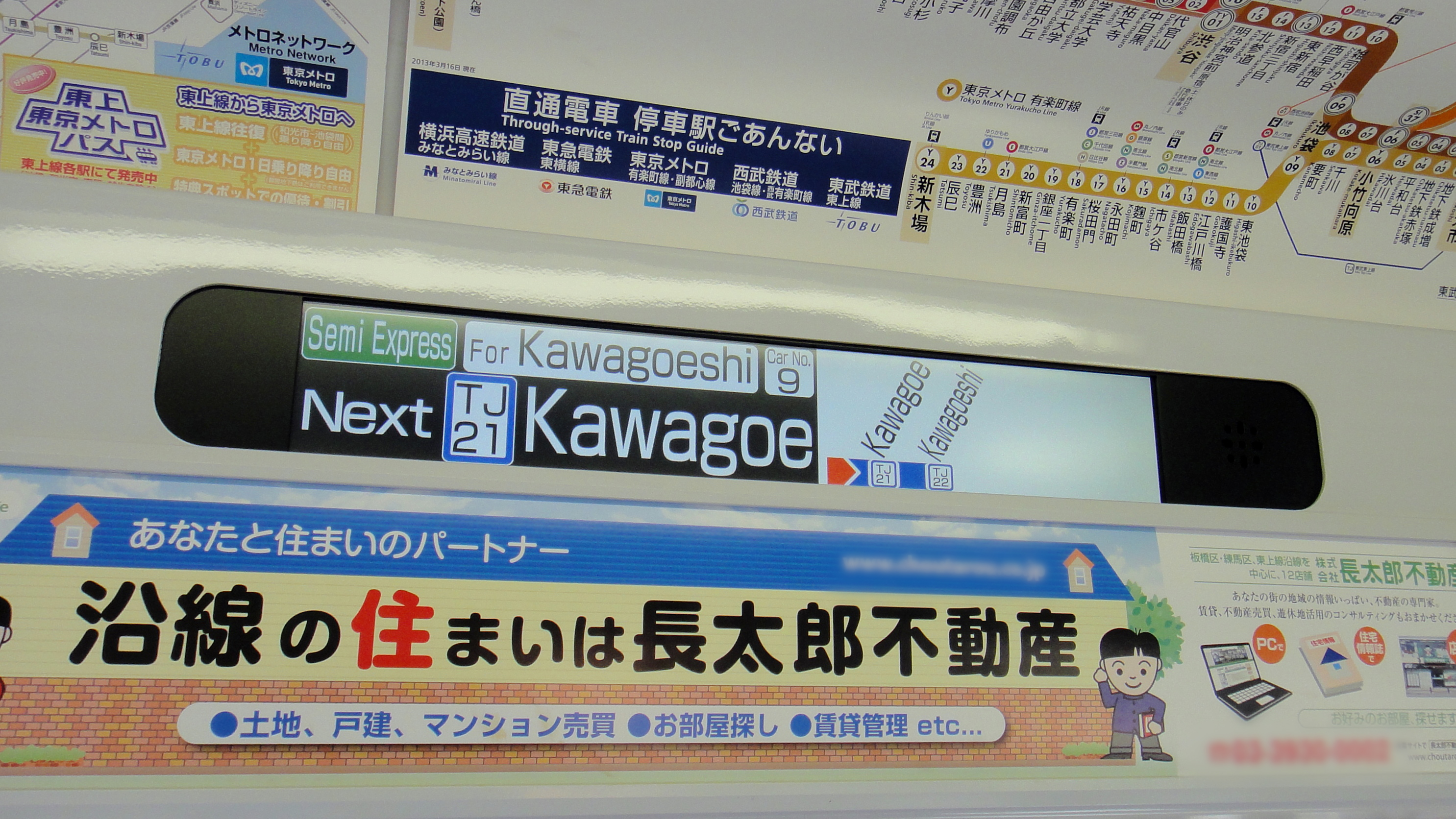
東武10030系に搭載された「パッとビジョン」
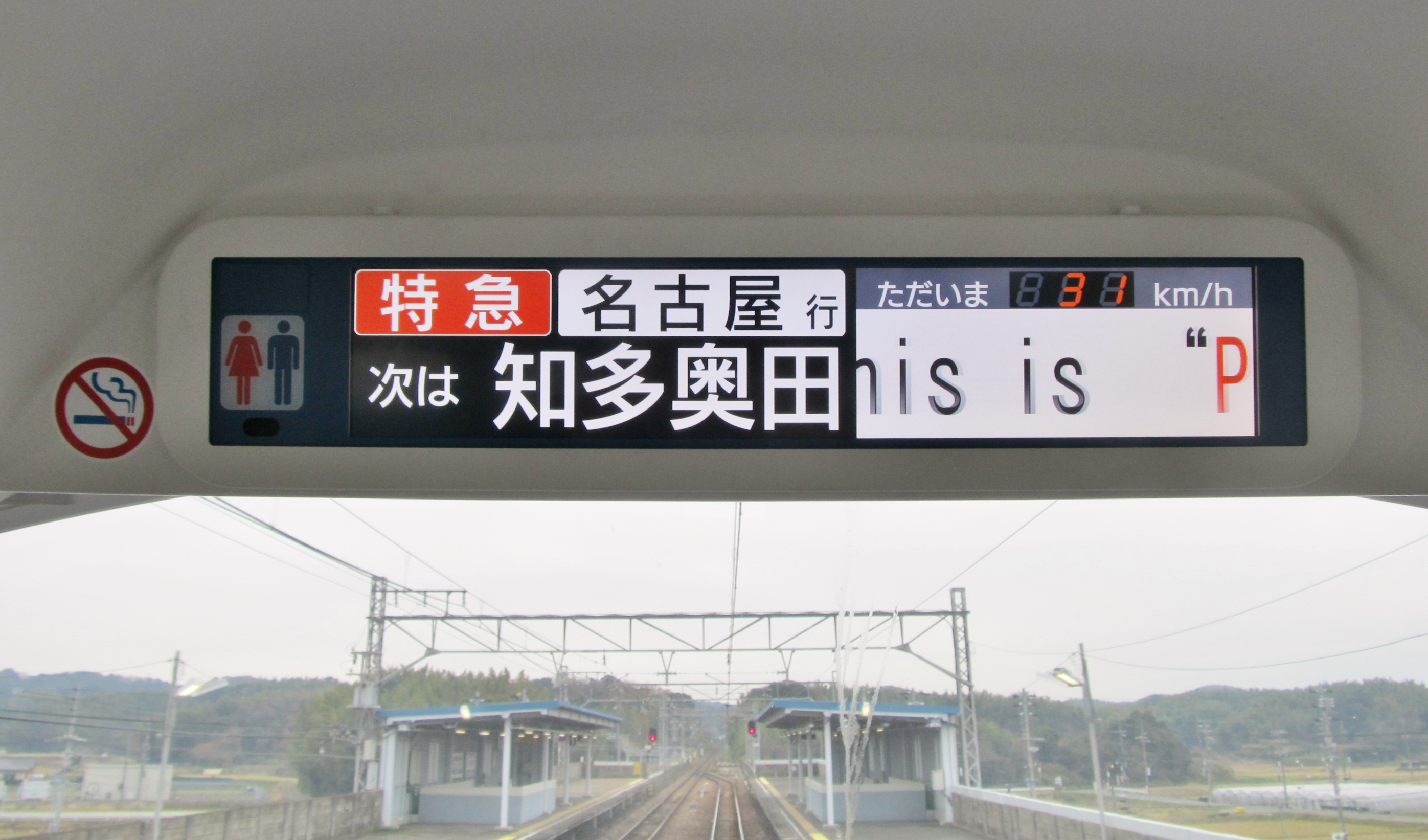
名鉄1200系に搭載された「パッとビジョン」
北急9000形に搭載された「パッとビジョン」
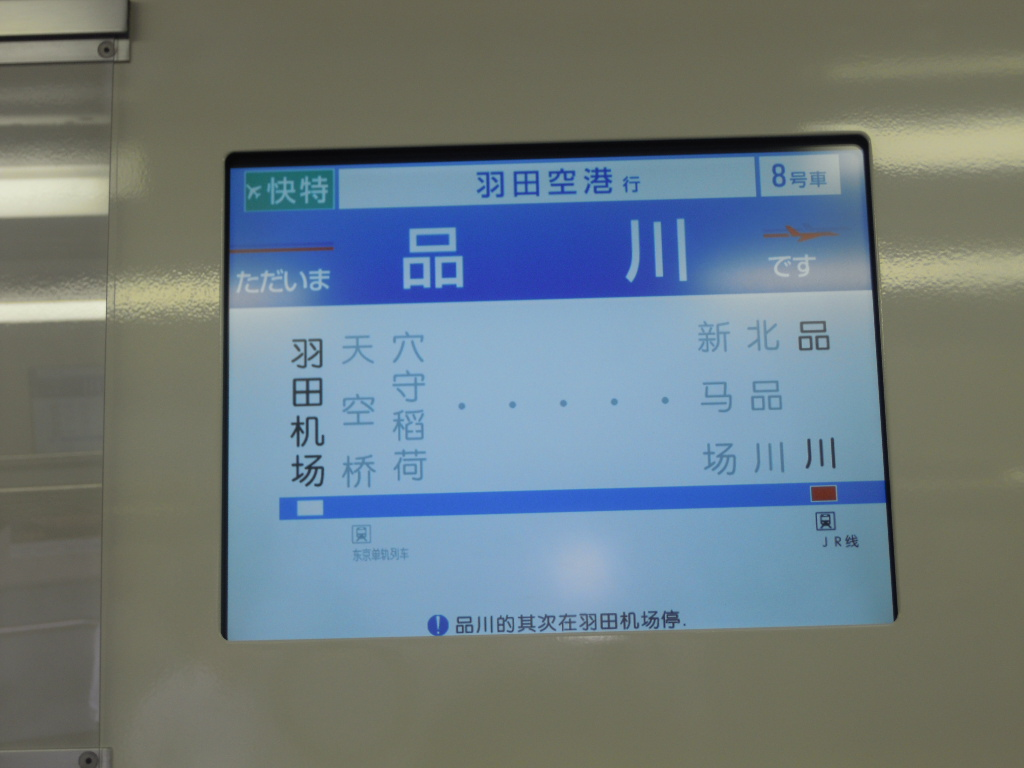
京成3000形7次車（3050形）に搭載された「パッとビジョン」[注釈 3]

## 道路・交通情報システム
交通機関向けの製品（交通信号機器・道路情報板、標識等）を多く生産している。

音の出る信号機を製造するメーカーとして、ニッポン放送が主催する、 ラジオ・チャリティ・ミュージックソン に協賛している。

## 住設機器
ハンドドライヤー、ベビーチェアを製造しており、その多くがTOTOへのOEMである。